# Oborisjte
Oborisjte (bulgariska: Оборище) är ett distrikt i Bulgarien. Det ligger i kommunen Obsjtina Panagjurisjte och regionen Pazardzjik, i den centrala delen av landet, 70 km öster om huvudstaden Sofia.
I omgivningarna runt Oborisjte växer i huvudsak blandskog. Runt Oborisjte är det ganska glesbefolkat, med 50 invånare per kvadratkilometer.